# Roya Sadat
Roya Sadat, född 1981, är en afghansk filmproducent och regissör från Herat i Afghanistan. Hon var den första kvinnliga filmskaparen i Afghanistan efter talibanregimens fall 2001.  
Sadat producerar och regisserar både spelfilmer och dokumentärer, ofta med teman kring kvinnors situation i Afghanistan. Den första filmen hon skapade var Three Dots som skrevs och filmades trots förbud i hemlandet. Under talibantiden arrangerade Sadat teateruppsättningar, trots förbuden.
Sadat har startat ett produktionsbolag med sin syster i Kabul, Roya Film House och etablerade 2013 Afghanistan International Women's Film Festival.
År 2017 skickades Sadats film A letter to the president som Afghanistans bidrag till Oscarsgalan, kategorin bästa utländska film.
År 2018 tilldelades hon utmärkelsen International Women of Courage Award.